# ジャンニ・ポッジ
ジャンニ・ポッジ（Gianni Poggi, 1921年10月4日 - 1989年12月16日）は、イタリアのテノール歌手。1940年代後半から1960年代まで、イタリアを代表するテノールの一人として世界的に活躍した。

## 生涯
ジャンニ・ポッジは1921年10月4日、エミリア＝ロマーニャ州ピアチェンツァ県ピアチェンツァに生まれる。ボローニャに出てソプラノ歌手ヴァレリア・マンナに師事して声楽を学ぶ。のちにミラノに移ってバリトン歌手エミリオ・ジラルディーニのもとでさらに研さんを重ねた。1947年、ポッジはパレルモのテアトロ・マッシモでデビューし、ヴェルディの『ナブッコ』に出演。同じシーズンに代役としてプッチーニの『ラ・ボエーム』のロドルフォを歌って成功を収めた。
翌1948年、ポッジは初めてスカラ座に出演するが、ここでさらに大きな成功をつかむ。ヴェルディの『仮面舞踏会』の公演で、リッカルド役として出演するはずのユッシ・ビョルリングが不測の事態で出演できなくなり、ポッジがビョルリングの代役としてリッカルドを歌って絶賛を博した。以降、ポッジは1960年に一度途切れるまでの間スカラ座の常連として緊密な関係を保った。ロドルフォ、ポンキエッリ『ラ・ジョコンダ』のエンツォ・グリマルド公、ドニゼッティ『ラ・ファヴォリータ』のフェルナンド、『ランメルモールのルチア』のエドガルド、ヴェルディ『リゴレット』のマントヴァ公爵、プッチーニ『トスカ』のマリオ・カヴァラドッシおよびボーイト『メフィストーフェレ』のファウストを主要なレパートリーとした。一方で、1951年にはヴェルディ最初のオペラである『オベルト』の蘇演に出演し、1955年にはフィレンツェでのドニゼッティ『ポルトガル王ドン・セバスティアン』の蘇演にも出演した。イタリアもの以外のレパートリーとしては、ワーグナー『ローエングリン』の表題役を、1949年にヴェローナのアリーナおよび1963年に故郷ピアチェンツァで、ともにイタリア語による歌唱によって演じた。ヴェローナでの公演は、レナータ・テバルディとの共演である。
イタリア国外でのオペラ公演への出演も活発に行い、1955年には『リゴレット』（共演：ロバート・メリル、ロベルタ・ピータース）でメトロポリタン歌劇場（メト）にデビューし、1957年まで在籍。メトでは『リゴレット』のほかにディミトリ・ミトロプーロス指揮の『トスカ』、トーマス・シッパーズ指揮の『ラ・ボエーム』をはじめ、『ルチア』、『椿姫』、『ラ・ジョコンダ』に出演し、共演した歌手もレナード・ウォーレン（『リゴレット』）、アントニエッタ・ステッラ、 ウォルター・カッセル（以上『トスカ』）、リチア・アルバネーゼ、エットーレ・バスティアニーニ（以上『ラ・ボエーム』）、リリー・ポンス（『ルチア』）、テバルディ（『椿姫』）、ジンカ・ミラノフ、チェーザレ・シエピ、ウォーレン、レジーナ・レズニック（以上『ラ・ジョコンダ』）と多彩であった。1959年から1964年の間はウィーン国立歌劇場、ベルリン国立歌劇場およびモンテカルロ歌劇場にも定期的に出演。1961年10月にはNHK招聘「第3回NHKイタリア歌劇団」公演で来日。東京文化会館と大阪のフェスティバルホールでアルトゥーロ・バジーレの指揮による『リゴレット』と『トスカ』に出演し、合間の特別演奏会でもバジーレの指揮で『リゴレット』から「女心の歌」を歌った。その他、ブエノスアイレス、リオデジャネイロ、サンパウロにもわたって公演を行った。
しかし、この来日したころから歌声に陰りが生じ始め、ウィーンでの契約終了後の1964年から1965年のシーズンはスカラ座に復帰するが、衰えは如何ともし難く評判は芳しくなかった。そして、1969年に故郷ピアチェンツァのテアトロ・ムニチパーレにおける『メフィストーフェレ』の公演でファウストを歌ったのを最後に現役を退いた。ポッジは引退生活ののち、1989年12月16日にピアチェンツァで亡くなった。68歳没。故郷のピアチェンツァでは、ポッジの名前を冠した歌唱コンクールが開催されている。

## 主なディスコグラフィ
- プッチーニ『トスカ』：アドリアーナ・グェリーニ（イタリア語版）、パオロ・シルヴェリ（イタリア語版）：フランチェスコ・モリナーリ＝プラデッリ指揮：1951年：チェトラ LPC 1230[6]
- ドニゼッティ『ランメルモールのルチア』：ドロレス・ウィルソン（英語版）、アンセルモ・コルツァーニ：フランコ・カプアーナ指揮：1951年：ウラニア URLP 232[7]
- ボーイト『メフィストーフェレ』：ジュリオ・ネーリ（イタリア語版）、ロゼッタ・ノーリ（イタリア語版）：カプアーナ指揮：1952年：ウラニア URLP 9230[8]
- ポンキエッリ『ラ・ジョコンダ』：マリア・カラス、フェドーラ・バルビエーリ（イタリア語版）：アントニーノ・ヴォットー指揮：1952年：チェトラ LPC 1241-1/3[9]
- ヴェルディ『椿姫』：テバルディ、アルド・プロッティ：モリナーリ＝プラデッリ指揮：1954年：デッカ LXT 2992-2994[10]
- ドニゼッティ『ラ・ファヴォリータ』：ジュリエッタ・シミオナート、バスティアニーニ、ジェローム・ハインズ（英語版）：アルベルト・エレーデ指揮：1955年：デッカ LXT 5146/48[11]
- プッチーニ『ラ・ボエーム』：ステッラ、レナート・カペッキ（イタリア語版）：モリナーリ＝プラデッリ指揮：1957年：フィリップス A 00444/5[12]
- プッチーニ『トスカ』：ステッラ、ジュゼッペ・タッデイ：トゥリオ・セラフィン指揮：1957年：フィリップス A 00463/64 L[13]
- マスカーニ『カヴァレリア・ルスティカーナ』：カテリーナ・マンチーニ、プロッティ：ウーゴ・ラパロ指揮：1958年：フィリップス ABL 3318/20 & SABL 135/7[14]
- レオンカヴァッロ『道化師』：アウレリアーナ・ベルトラミ、プロッティ：ラパロ指揮：1958年：フィリップス ABL 3256[15]
- ヴェルディ『仮面舞踏会』：バスティアニーニ、ステッラ：ジャナンドレア・ガヴァッツェーニ指揮：1960年：ドイツ・グラモフォン LPM 18680-18682[16]
- プッチーニ『ラ・ボエーム』：レナータ・スコット、ティート・ゴッビ：ヴォットー指揮：1961年：ドイツ・グラモフォン LPM 18764-18765[17]
- ヴェルディ『リゴレット』：プロッティ、ガブリエラ・トゥッチ：バジーレ指揮：1961年10月3日東京文化会館（第3回NHKイタリア歌劇団公演）：キングレコード K25C-354/356（LP、1989年）、K33Y-103/104（CD、1989年）[18]
- プッチーニ『トスカ』：テバルディ、ジャンジャコモ・グェルフィ：バジーレ指揮：1961年10月11日東京文化会館（第3回NHKイタリア歌劇団公演）：キングレコード K25C-313/314（LP、1989年）、K33Y-105/106（CD、1989年）[18]

## 主なビデオグラフィ
- プッチーニ『トスカ』テバルディ、グェルフィ：バジーレ指揮：1961年10月22日東京文化会館（第3回NHKイタリア歌劇団公演）：キングレコード 534L-11/12（LD、1989年）、KILM-105/106（LD、1993年）、KIBM-1013（DVD、2004年）[19]

なお、第3回NHKイタリア歌劇団公演での『リゴレット』の映像は現存するが、日本において正規盤としてリリースされたことはない。